# 民主社会主义组织委员会

民主社会主义组织委员会标志

民主社会主义组织委员会（英語：Democratic Socialist Organizing Committee，缩写为DSOC）是美国历史上的一个民主社会主义组织。
1973年，迈克尔·哈灵顿创建该组织，他曾领导美国社会党内的少数派团体，并反对该党该组为美国社会民主党。哈灵顿领导的团体支持参议员乔治·麦戈文呼吁美国在越南停火并立即撤军的立场。哈灵顿减少过去社会主义组织对劳工的关注，尽管继续与工联主义者合作，哈灵顿将更多的关注放在中产阶级政治活动人士上，特别是那些因麦戈文竞选而投身激进活动的人。该组织发展一种自1960年代以来社会主义者普遍采用的“重组”策略，试图通过民主党中的政治运动来帮助建立一个“民主左翼”运动。1976年，该组织加入社会党国际。1982年，该组织与新美国运动合并为美国民主社会主义者。